# Frank Mill
Frank Mill (* 23. Juli 1958 in Essen; † 5. August 2025 ebenda) war ein deutscher Fußballspieler.

## Sportliche Laufbahn

### Vereinskarriere

#### Beginn und erste Profistation in Essen
Im Alter von sechs Jahren erlernte Mill das Fußballspielen bei der BV Eintracht 1916 in Essen-Altenessen. Als Jugendlicher wurde er 1972 von den Spähern des Stadtrivalen Rot-Weiss gesichtet und unter Vertrag genommen.
Der Stürmer wurde schon als Jugendlicher zum Publikumsliebling, als er die A-Jugend von Rot-Weiss Essen ins Finale um die deutsche Meisterschaft schoss. Zur Saison 1976/77 stieß Mill zum Profikader des Bundesligisten, wo er sich auch in Konkurrenz mit Horst Hrubesch befand. Bereits in seiner Debüt-Spielzeit absolvierte Mill 19 Partien und traf dabei dreimal ins gegnerische Netz. Seinen Einstand gab er am 3. Spieltag gegen den FC Schalke 04, als er von Trainer Ivica Horvat in der 55. Minute für Flemming Lund eingewechselt wurde; das Spiel endete 0:3. Weitere fünf Spiele musste der junge Stürmer warten, ehe er sein erstes Bundesligator erzielte: Gegen Eintracht Frankfurt erzielte Mill am 27. November in der 90. Minute den 1:3-Ehrentreffer. Am Ende der Spielzeit stieg Essen mit nur sechs Saisonsiegen als Tabellenletzter in die 2. Bundesliga Nord ab. Mill kam lediglich bei zwei der nur sechs Saisonsiege zum Einsatz. Im DFB-Pokal überraschte die Mannschaft dagegen und schied erst im Halbfinale durch ein 0:4 gegen den 1. FC Köln aus.
In der 2. Liga entwickelte sich der talentierte Stürmer zum Stammspieler und schoss regelmäßig Tore. In den Spielzeiten 1977/78 und 1979/80 erreichte er mit RWE jeweils den 2. Platz und scheiterte jeweils nur knapp am Aufstieg in die Bundesliga. In der Saison 1980/81 war er mit 40 Treffern in 38 Spielen Torschützenkönig. Dabei traf er elfmal vom Elfmeterpunkt. Die meisten Tore erzielte er mit allen Treffern seiner Mannschaft beim 5:3-Sieg gegen den 1. FC Bocholt.

#### Borussia Mönchengladbach

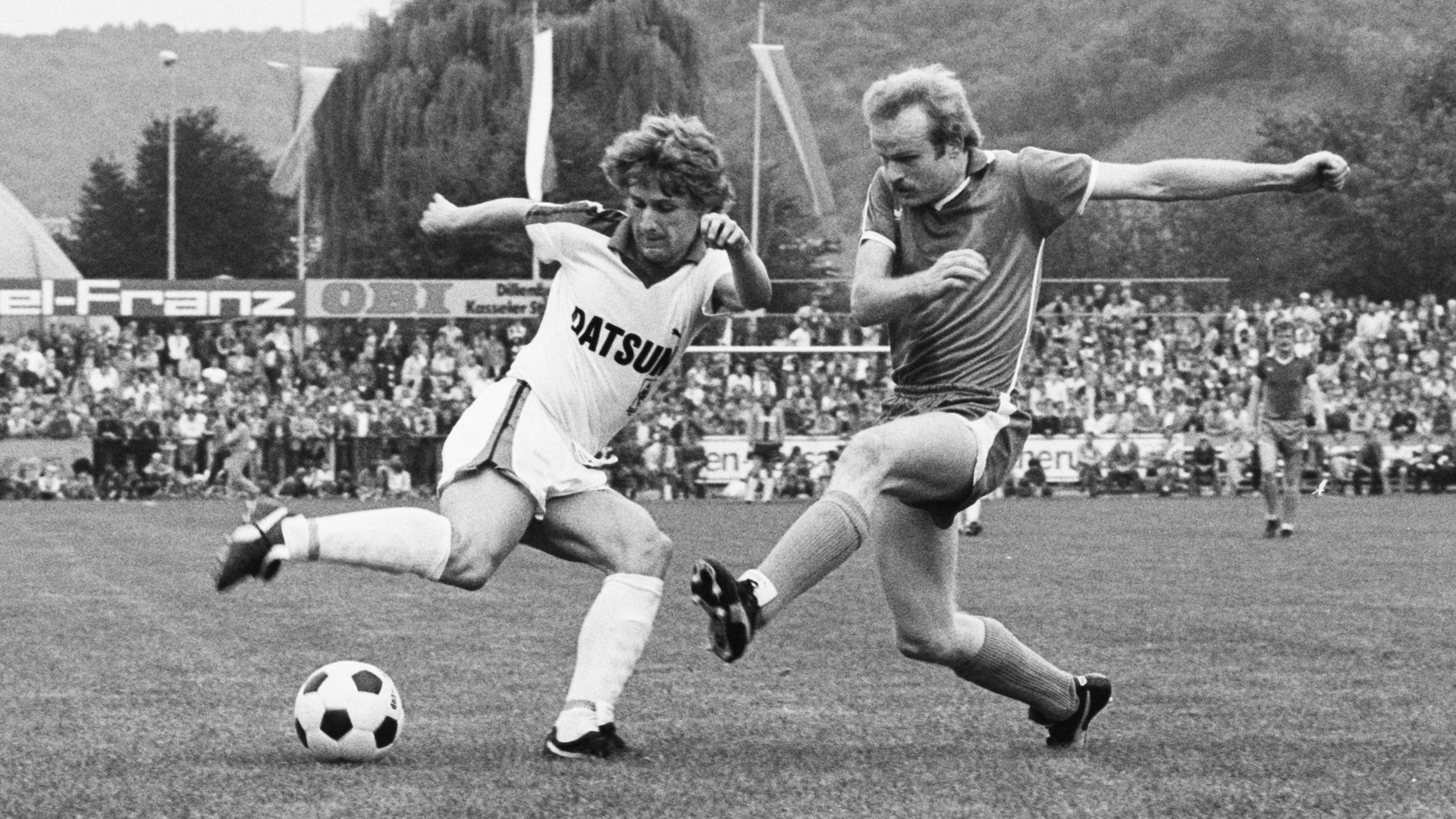
Mill (links) im Trikot von Borussia Mönchengladbach (1981)

Für die Folgesaison sicherte sich 1981 der Bundesligist Borussia Mönchengladbach mit dem Trainer Jupp Heynckes die Dienste des Stürmers. Dort blieb Mill fünf Jahre und schoss in 153 Spielen 71 Tore. In seiner ersten Saison für die Borussen bildete er mit Kurt Pinkall ein gutes Stürmerpaar; beide erzielten zusammen in 34 Spielen 29 Tore, wobei Pinkall mit 15 Treffern ein Tor mehr erzielte als Mill. Trotzdem reichte es nur zu Platz sieben in der Tabelle. Somit wurde das Ziel der Teilnahme an einem internationalen Wettbewerb nicht erreicht. Trotzdem hinterließ der schnelle Angreifer einen guten Eindruck und wurde das erste Mal in die Nationalmannschaft berufen. Das Folgejahr verlief noch schlechter und die Fohlen wurden nur Zwölfter, Mill schoss dabei neun Tore, die wenigsten in fünf Spielzeiten bei Mönchengladbach. Trotzdem war er, neben dem Verteidiger Wilfried Hannes und dem Mittelfeldspieler bzw. Libero Hans-Günter Bruns, bester Schütze. Die Saison 1983/84 war dann wieder erfolgreicher. Frank Mill schoss 19 Tore und führte damit seine Mannschaft auf den dritten Rang. Nur aufgrund der schlechteren Tordifferenz wurden die ersten beiden Bundesligaplätze verpasst. Außerdem erreichte man das Finale des DFB-Pokals. Dort traf die Mannschaft auf den FC Bayern München. Das 1:0 durch Mill in der 32. Minute glich Wolfgang Dremmler acht Minuten vor Spielende aus. Nachdem auch die Verlängerung keinen Sieger hervorgebracht hatte, musste das Elfmeterschießen entscheiden. Dort verwandelte Michael Rummenigge zu Gunsten der Bayern den letzten Elfer. Mill selbst schoss nicht. Mit zwei vierten Plätzen und 16 bzw. 13 Toren in den folgenden beiden Jahren waren auch diese für Mill recht erfolgreich. Beide Jahre war er bester Schütze der Mönchengladbacher. Im Achtelfinal-Hinspiel des UEFA-Pokals der Saison 1985/86 gegen Real Madrid schoss Mill das 1:0 beim historischen 5:1-Sieg gegen Real Madrid. Das Rückspiel verloren die Grün-Schwarz-Weißen mit 0:4, so dass trotz des Heimerfolgs der Einzug ins Viertelfinale verpasst wurde. Der damalige Gladbacher Manager Helmut Grashoff machte für dieses Ausscheiden unter anderem Mill verantwortlich, da dieser viele Chancen leichtfertig vergab. Wegen anhaltender Probleme mit den Vereinsverantwortlichen entschloss sich Mill, den Klub zu verlassen.

#### Borussia Dortmund
Im Sommer 1986 wechselte er für die Summe von 1,3 Millionen DM nach Dortmund. Neben ihm verpflichtete der Verein noch Norbert Dickel und Thomas Helmer. Alle drei Spieler wurden in der Saison 1986/87 wichtige Säulen des Mannschaftsgefüges. Am Ende der Spielzeit war die Borussia Vierter, die beste Platzierung seit der Saison 1966/67. Das Offensivtrio Frank Mill (17 Tore), Norbert Dickel (20 Tore) und Michael Zorc (14 Tore) schoss 51 von insgesamt 70 Toren in dieser Spielzeit; seine 17 Treffer blieben für Mill bis zu seinem Abschied im Sommer 1994 sein bestes Ergebnis für den Verein. 1989 gewann Mill mit Dortmund den DFB-Pokal. Im Endspiel gegen Werder Bremen erzielte er den 2:1-Führungstreffer und bereitete zwei Treffer für Norbert Dickel vor. Am Ende gewann der BVB das Finale mit 4:1. Es blieb der einzige nationale Erfolg für Mill. Nachdem er in der Saison 1987/88 noch neun Treffer erzielt hatte, gelangen ihm in den Folgejahren immer weniger Tore. Stürmer wie Michael Rummenigge, Jürgen Wegmann, Stéphane Chapuisat und Flemming Povlsen verdrängten Mill immer mehr ins zweite Glied, so dass auch die Zahl seiner Einsätze stetig sank. In seinem letzten Jahr für Dortmund, der Saison 1993/94, kam er noch auf zwölf Einsätze und blieb ohne Torerfolg. Dabei bestritt Mill auch nur ein einziges Spiel über 90 Minuten, nämlich bei der 0:1-Niederlage gegen den VfB Leipzig.

#### Karriereausklang in Düsseldorf
Um nochmal auf entsprechende Einsatzzeiten zu kommen, entschied sich Mill im Sommer 1994 zu einem Wechsel in die 2. Bundesliga und schloss sich Fortuna Düsseldorf an. Durch einen 2:0-Sieg am letzten Spieltag gegen den Chemnitzer FC sicherte sich die Mannschaft den dritten Platz und damit den Aufstieg in die Bundesliga. Mill steuerte zum Aufstieg fünf Tore bei und war damit hinter Richard Cyron (sechs Tore) zweitbester Angreifer der Fortunen. Bessere Schützen waren der Mittelfeldspieler Vlatko Glavaš und der Verteidiger Ralf Voigt. Somit kehrte Mill noch einmal zurück in die Bundesliga und traf noch zweimal ins gegnerische Tor, am zweiten Spieltag gegen den 1. FC Köln und am dritten Spieltag gegen Schalke 04. Diese Treffer waren auch gleichzeitig seine letzten in einer fast 20-jährigen Profikarriere. Am Ende schaffte Düsseldorf als Tabellendreizehnter den Klassenerhalt und Mill beendete seine aktive Karriere.

### Auswahleinsätze
Acht Monate nach seinem Wechsel zu Borussia Mönchengladbach berief ihn Nationaltrainer Jupp Derwall das erste Mal in die DFB-Auswahl. Sein Debüt gab er am 21. März 1982 beim Freundschaftsspiel gegen Brasilien, als er in der 85. Minute für Pierre Littbarski eingewechselt wurde. Wegen einer Rückenverletzung schaffte er es nicht, sich noch eine Nominierung für die Fußball-Weltmeisterschaft 1982 zu erspielen. Bei der Fußball-Europameisterschaft 1984 war er nicht im Kader, aus dem Kader der Turniermannschaft von 1986 wurde er kurz vor Turnierbeginn gestrichen. 1988 nahm er als Ersatzspieler an der Europameisterschaft in Deutschland teil. Beim 2:0 gegen Spanien am 17. Juni 1988 in München wurde er in der 85. Minute eingewechselt. Beim Halbfinale gegen die Niederlande am 21. Juni in Hamburg spielte er die ersten 79 Minuten mit. Die letzte Partie im Dress des DFB bestritt er unter Franz Beckenbauer in der Vorbereitung auf die Weltmeisterschaft am 30. Mai 1990 gegen Dänemark. In der 67. Minute wurde er für Uwe Bein eingewechselt. 1990 wurde Mill mit der Nationalmannschaft in Italien Fußball-Weltmeister, wurde dabei aber nicht eingesetzt. Zum Turnier sagte er deshalb einmal: „Ich bin Pokalsieger, kein Weltmeister.“ Hinter Rudi Völler, Jürgen Klinsmann und Karl-Heinz Riedle war Mill für Franz Beckenbauer nur Stürmer Nummer 4.
Für den Gewinn der Weltmeisterschaft erhielt er das Silberne Lorbeerblatt.
Für die Fußballnationalmannschaft war er von 1982 bis 1990 siebzehnmal aktiv. Ein Tor erzielte er in der Nationalmannschaft nicht. Er wurde zwölfmal als Einwechselspieler eingesetzt und dreimal ausgewechselt.
Mit der Olympiaauswahl nahm er an den Olympischen Spielen 1984 und 1988 teil. Mit neun Partien bei Olympischen Spielen ist er Rekordhalter des DFB. 1988 gewann die Mannschaft, deren Kapitän er war, Bronze in Seoul. Er ist zudem mit zehn Toren, erzielt in Qualifikations- und Vorbereitungsspielen sowie bei den Endrunden, Rekordtorschütze der Olympiaauswahlmannschaft (die meisten Tore bei Olympischen Spielen erzielte Gottfried Fuchs). Insgesamt bestritt er für die Olympiaauswahl 20 Spiele.

## Trivia
- Im ersten Spiel im Trikot von Borussia Dortmund gelang ihm im Auftaktspiel der Bundesligasaison 1986/87 beim FC Bayern München (Endergebnis 2:2) einer der berühmtesten Pfostentreffer in der Bundesligahistorie.[8] Nachdem Mill aufgrund einer verunglückten Abseitsfalle der Bayern vorgestoßen war und den Münchener Torwart Jean-Marie Pfaff ausgespielt hatte, ließ er sich so viel Zeit vor dem leeren Tor, dass ihn Pfaff wieder einholte und er überhastet gegen den Pfosten schoss.[17]
- Bekannt war Mill, der von Fans auch gerne „Franky“ genannt wurde, dafür, dass er in den 1980er-Jahren ohne Schienbeinschoner und mit heruntergeschobenen Stutzen spielte, was ihm den Spitznamen „Hängesocke“ einbrachte.[18]
- Norbert Dickel, früherer Mannschaftskamerad von Frank Mill, sagte über ihn: „Der Mill ist mit allen Abwässern gewaschen.“ Die Gründe dafür waren einerseits das unbequeme Auftreten des damals hitzköpfigen Stürmers, andererseits aber auch das ausgebuffte Wesen des oft als „Schlitzohr“ charakterisierten Profis.[7]
- Bevor Mill Fußballer wurde, begann er bei seiner Mutter, die damals ein Blumengeschäft führte, eine Lehre zum Floristen.[18]
- Als er Ende der 1980er-Jahre bei Borussia Dortmund spielte, wurde er im damaligen Lokalfernsehen in Dortmund zum Schauspieler. Im Rätselkrimi In den Todeskrallen des Dr. Do spielte Mill sich selbst und wurde vom verrückten Dr. Do (Piet Klocke) entführt.
- In seiner 2017 erschienenen Biographie gab Mill zu, vor einem wichtigen Bundesligaspiel eine Dopingtablette eingenommen zu haben.[19]

## Karriere nach der aktiven Profilaufbahn
Nach Abschluss seiner Fußballerkarriere war Mill in der Saison 1996/97 Manager bei Fortuna Düsseldorf, wurde dort allerdings zum Saisonende entlassen.
Später wurde er Unternehmer und betrieb die „Frank Mill Fußballschule“ für Kinder und Jugendliche im ganzen Bundesgebiet. In diesen Schulen sind ehemalige Profifußballer als Praxisanleiter tätig, darunter u. a. Uwe Bein, Maurizio Gaudino und Michael Schulz.
Mill war Mitglied der Traditionsmannschaft von Borussia Dortmund.

## Tod
Im Mai 2025 erlitt Mill während einer Taxifahrt in Mailand einen Herzinfarkt und musste anschließend wiederbelebt werden. Später wurde er von Mailand in ein Krankenhaus nach Essen verlegt, wo er am 5. August 2025 im Alter von 67 Jahren an den Folgen starb.

## Erfolge

### Im Verein
- Deutscher Pokalsieger: 1989
- Deutscher Supercupsieger: 1989 (ohne Einsatz)

### Nationalmannschaft
- Bronzemedaille beim Olympischen Fußballturnier 1988 in Seoul
- Weltmeister 1990 (ohne Einsatz)

### Individuelle Auszeichnungen
- Torschützenkönig der 2. Bundesliga Nord: 1981